# 삼성 옴니아 프로 B7330
삼성 옴니아 프로 B7330(Samsung Omnia Pro B7330, Samsung B7330)은 삼성전자가 2009년 9월에 출시한 스마트폰이다.